# Mark Dziadulewicz
Mark Dziadulewicz (ur. 29 stycznia 1960 w Wimbledon) – angielski piłkarz pochodzenia polskiego, występujący na pozycji pomocnika piłkarz Southend United. Od 2015 jest trenerem JoPS.